# Operação Silberfuchs

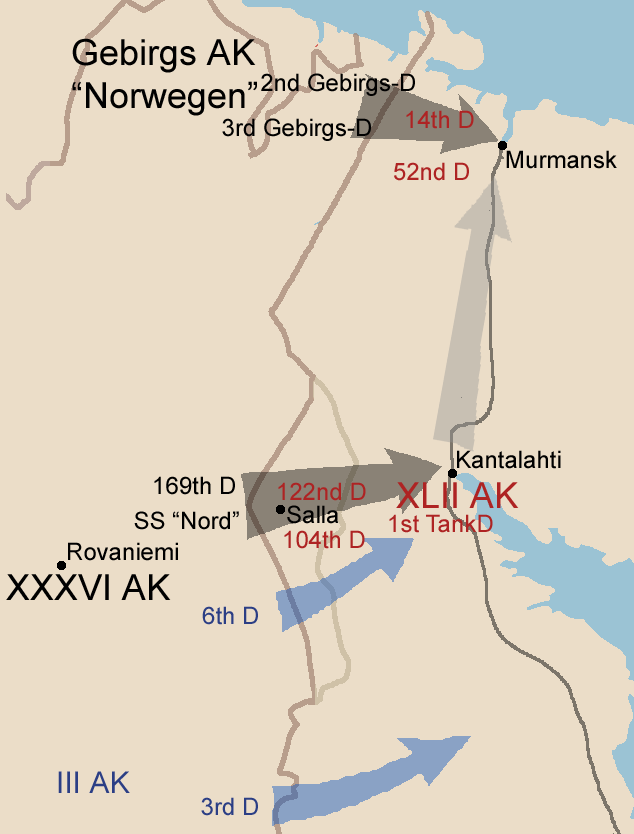
O plano original para a operação "Raposa de Prata".

A Operação Raposa de Prata ou Raposa Ártica (Unternehmen Silberfuchs), foi uma operação desencadeada em junho de 1941, durante a Segunda Guerra Mundial, em esforço cooperativo entre a Finlândia e a Alemanha nazista, com liderança dos alemães, aproveitando a rivalidade histórica entre os finlandeses e russos. 
Seu objetivo principal era a captura do estratégico porto soviético de Murmansk.
Em 19 de junho de 1941, o General Eduard Dietl (1890 - 1944) já comandante do 20º Gerbirgsarmee, atravessou com duas divisões de montanha do distante setor norte da fronteira russa com a Finlândia, dando início à Operação Silberfuchs (Raposa de Prata). Sua tarefa era tomar o vital porto de Murmansk com a cooperação de forças finlandesas. Na tundra pantanosa - cortada por numerosos lagos - o progresso era difícil e a resistência feroz, fazendo com que em 19 de setembro, Dietl fosse forçado a recuar para linhas defensivas atrás do Rio Litsa em frente à Petsamo.A falta de combustíveis e lubrificantes para alimentar os tanque também foi um fator para a derrota germânica na batalha.